# Bedford (district)
Bedford is een Engels district in het graafschap Bedfordshire en telt 172.000 inwoners. De oppervlakte bedraagt 476 km². Hoofdplaats is de stad Bedford.
Van de bevolking is 14,9% ouder dan 65 jaar. De werkloosheid bedraagt 3,1% van de beroepsbevolking (cijfers volkstelling 2001).

## Plaatsen in district Bedford
- Bedford

## Civil parishesin district Bedford
Biddenham, Bletsoe, Bolnhurst and Keysoe, Brickhill, Bromham, Cardington, Carlton and Chellington, Clapham, Colmworth, Cople, Dean and Shelton, Eastcotts, Elstow, Felmersham, Great Barford, Great Denham, Harrold, Kempston, Kempston Rural, Knotting and Souldrop, Little Barford, Little Staughton, Melchbourne and Yielden, Milton Ernest, Oakley, Odell, Pavenham, Pertenhall, Podington, Ravensden, Renhold, Riseley, Roxton, Sharnbrook, Stagsden, Staploe, Stevington, Stewartby, Sharnbrook, Stagsden, Staploe, Stevington, Stewartby, Swineshead, Thurleigh, Turvey, Wilden, Willington, Wilshamstead, Wootton, Wyboston, Chawston and Colesden, Wymington.